# Euonymus pleurostylioides
Euonymus pleurostylioides är en benvedsväxtart som först beskrevs av Ludwig Eduard Theodor Loesener, och fick sitt nu gällande namn av Henri Perrier de la Bâthie. Euonymus pleurostylioides ingår i släktet Euonymus och familjen Celastraceae. Inga underarter finns listade.